# Шапиро, Бен
Бе́н Шапи́ро (англ. Ben Shapiro, полное имя Бе́нджамин Ааро́н Шапи́ро (англ. Benjamin Aaron Shapiro); род. 15 января 1984) — американский консервативный политический комментатор, писатель и юрист. В семнадцать лет стал самым молодым общенациональным колумнистом США на Creators Syndicate. Пишет статьи для Creators Syndicate и Newsweek. Основатель и главный редактор The Daily Wire, где ведёт Шоу Бена Шапиро (англ. The Ben Shapiro Show). Бывший редактор сайта Breitbart News.

## Биография
Родился в Лос-Анджелесе, штат Калифорния, в еврейской семье, эмигрировавшей из СССР. Родители Шапиро оба работали в Голливуде: мать — руководителем телекомпании, а отец — композитором. В молодом возрасте начал играть на скрипке и фортепиано. Родная сестра — Эбигейл Шапиро, оперная певица. Двоюродная сестра Шапиро — американская писательница и актриса Мара Уилсон.
Пропустив два класса (третий и девятый), Шапиро перешёл из средней школы Уолтера Рида в среднюю школу Иешивского университета в Лос-Анджелесе, которую окончил в 2000 году в возрасте 16 лет. Стал членом Phi Beta Kappa в Калифорнийском университете в Лос-Анджелесе в 2004 году, в возрасте 20 лет, получив степень бакалавра гуманитарных наук в области политологии, а затем окончил с отличием Гарвардскую школу права в 2007 году. Занимался юридической практикой в Goodwin Procter. С марта 2012 года управлял независимой юридической консалтинговой компанией Benjamin Shapiro Legal Consulting в Лос-Анджелесе.

## Карьера
Шапиро заинтересовался политикой в молодом возрасте. Он начал общенациональную синдицированную колонку, когда ему было 17 лет и написал две книги к 21 году.
В 2012 году Шапиро стал главным редактором Breitbart News, консервативного сайта, основанного Эндрю Брайтбартом. В марте 2016 года Шапиро подал в отставку с поста главного редактора Breitbart News после того, что он охарактеризовал как отсутствие поддержки веб-сайта репортёра Мишель Филдс в ответ на её предполагаемое нападение на Кори Левандовски, бывшего менеджера кампании Дональда Трампа. После его ухода Breitbart опубликовал статью, в которой говорится, что «Бен Шапиро предаёт лояльных читателей Breitbart в погоне за содействием Fox News», которая позже была удалена.
21 сентября 2015 года Шапиро основал веб-сайт The Daily Wire; является его главным редактором, а также ведущим своего политического подкаста «Шоу Бена Шапиро», который транслируется каждый будний день. В 2018 году Westwood One начал транслировать «Шоу Бена Шапиро» на радио.
Шапиро часто появлялся в видео на PragerU.
Часто выступает в ряде университетских городков по всей территории США, представляя свою консервативную точку зрения на более противоречивые темы. В период с начала 2016 года до конца 2017 года он выступил в 37 кампусах.
26 января 2024 года Бен Шапиро выпустил совместный трек Facts с рэпером Томом Макдональдом. Клип на композицию занял второе место в рэп-чарте iTunes.

## Личная жизнь
Исповедует ортодоксальный иудаизм.